# Temišvarski ajalet
Temišvarski ajalet ili Temišvarski pašaluk (tur. Eyâlet-i Temeșvar) je naziv za administrativnu jedinicu prvog stupnja (provinciju) u Osmanskom carstvu. Područje ovog ajaleta danas se rasprostire u trima državama: Mađarskoj, Srbiji i Rumunjskoj, a obuhvaća veći dio Banata, područja sjeverno od rijeke Mureş, oko rijeke Criş (Körös) i rijeke Hernád. 
Ime je dobio po administrativnom sjedištu - Temišvaru. Osnovan je 1522. godine kada su Osmanlije, predvođene Mehmed-pašom Sokolovićem,  osvojile ovo područje. Postojao je sve do 1716. godine, kada su Osmanlije poražene, a ovo područje dospjelo pod vlast Habsburga. Habsburzi su na ovom području 1718. formirali novu pokrajinu nazvanu Tamiški Banat (1718. – 1778.)
Temišvarski ajalet je svoj teritorijalni procvat imao 1552. godine kada je uključivao sljedeće sandžake:
- Temišvar
- Lipova
- Cenad
- Gyula
- Morava
- Ineu
- Zrenjanin (Veliki Bečkerek)
- Lugoj (Logoş)
- Caransebeş
- Veliki Varadin
- Kasaš

Sandžaci: Veliki Varadin, Lugoj, Kasaš, Veliki Bečkerek i Ineu su 1660. godine izdvojeni iz elajeta i postali dio novog Varadinskog ajaleta (pašaluka).